# Estadio Romelio Martínez
Das Estadio Romelio Martínez ist ein Fußballstadion in der kolumbianischen Stadt Barranquilla. Es bietet derzeit Platz für 11.000 Zuschauer.

## Geschichte
| Estadio Romelio Martínez |

| Lokalisierung von Atlántico in Kolumbien |

Das Stadion wurde ab 1932 gebaut und 1934 unter dem Namen Estadio Municipal eingeweiht. Die heute noch stehende Fassade des Stadions ist im Art-déco-Stil errichtet worden. Bei den Zentralamerika- und Karibikspielen 1946 war das Stadion eine der Wettbewerbsstätten. Seit Beginn der Austragung der kolumbianischen Fußballmeisterschaft 1948 wurde das Stadion von Atlético Junior als Heimstadion verwendet, das erst 1986 nach der Fertigstellung des größeren und moderneren Stadions Metropolitano Roberto Meléndez auszog. Auch weitere Vereine aus Barranquilla verwendeten und verwenden das Stadion als Heimstadion: Deportivo Barranquilla (1949), Sporting Barranquilla (1950–1953 und 1988–1991), Libertad de Barranquilla (1956), Deportivo Unicosta (1995–1999) und seit 2005 Barranquilla FC.
Das Stadion wurde 1994 zum nationalen Monument erklärt und ist seitdem vor einem Abriss geschützt.
Von 2014 bis 2018 wurde das Stadion umfassend renoviert und modernisiert und im Zuge der Zentralamerika- und Karibikspiele 2018 neu eröffnet. Nach dem Umbau finden im Stadion 11.000 Zuschauer Platz. Die mobile Südtribüne fasst als einzige Stehtribüne 2400 Zuschauer. Die Sitzplatztribünen fassen 2500 (West), 2612 (Ost) und 3464 (Nord) Zuschauer. Das modernisierte Stadion entspricht mit einer Spielfläche von 70 × 105 Metern den FIFA-Regularien. Der Umbau wurde vom Architekten Giancarlo Mazzanti betreut und kostete 48 Milliarden COP.
Die Neueröffnung nach vier Jahren Umbauzeit fand am 28. April 2018 mit einem Freundschaftsspiel statt, an dem bekannte ehemalige Profifußballer aus Kolumbien und anderen Ländern teilnahmen.

## Galerie

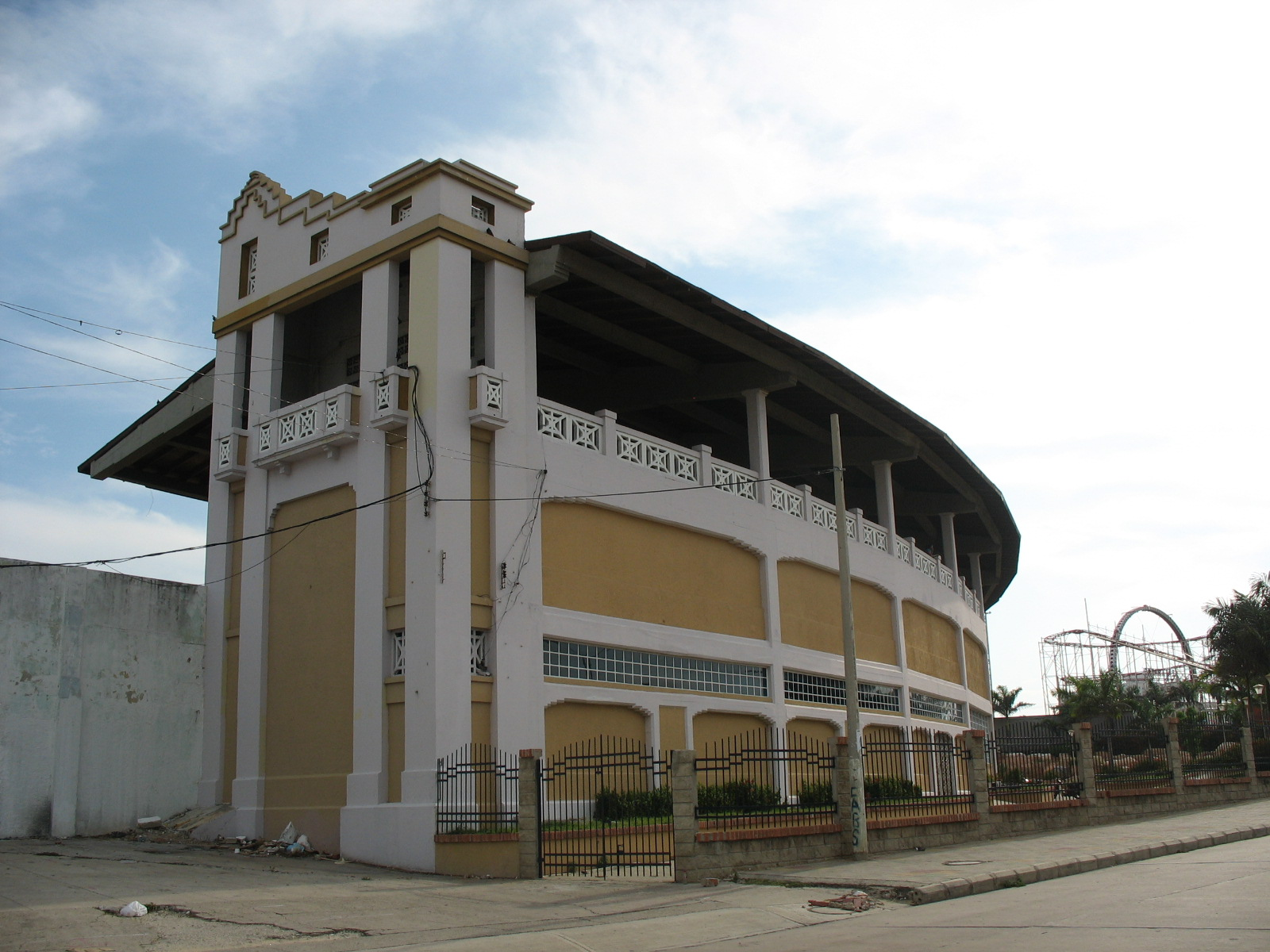
Art-déco-Fassade
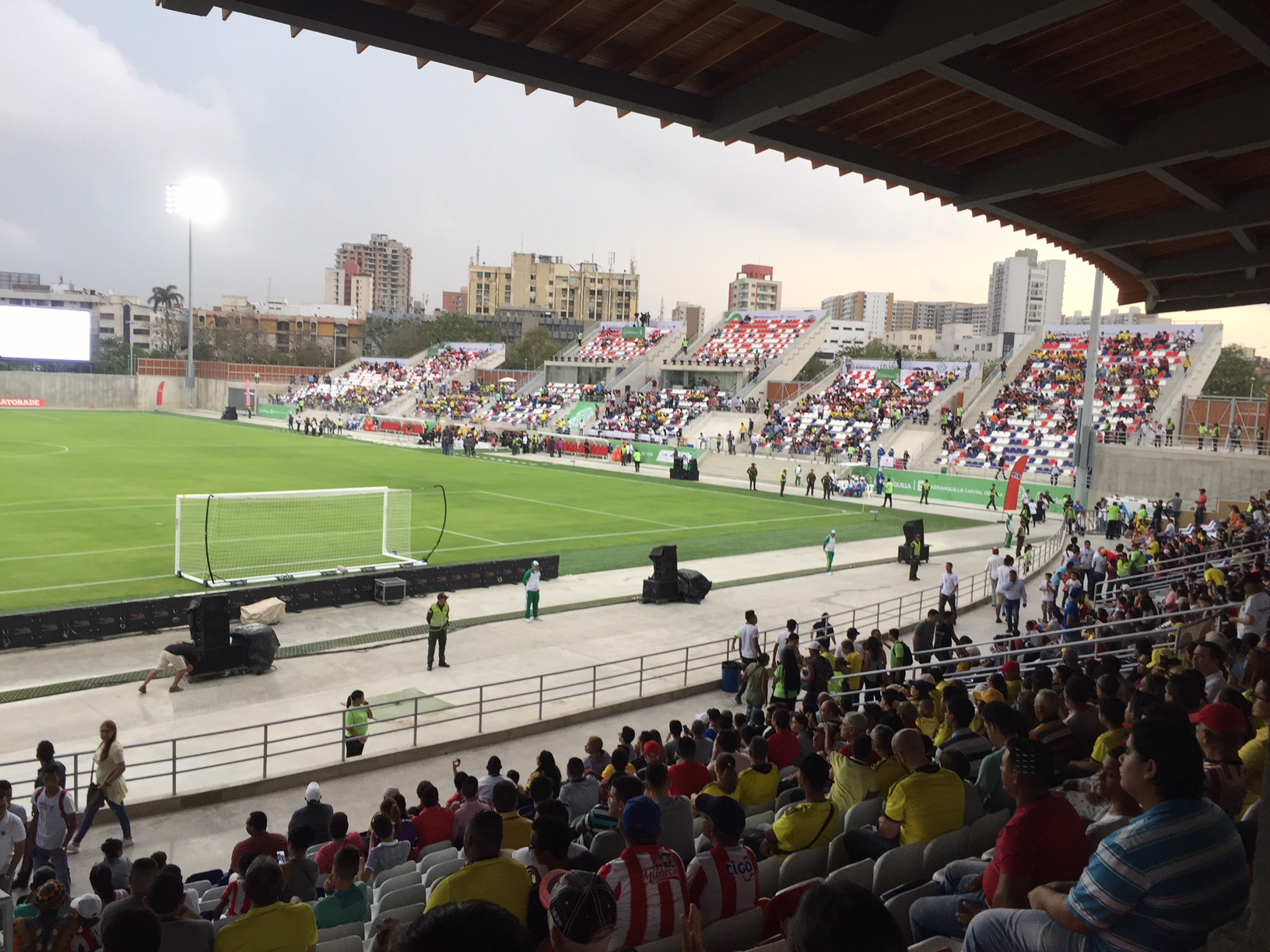
Die Westtribüne des modernisierten Stadions
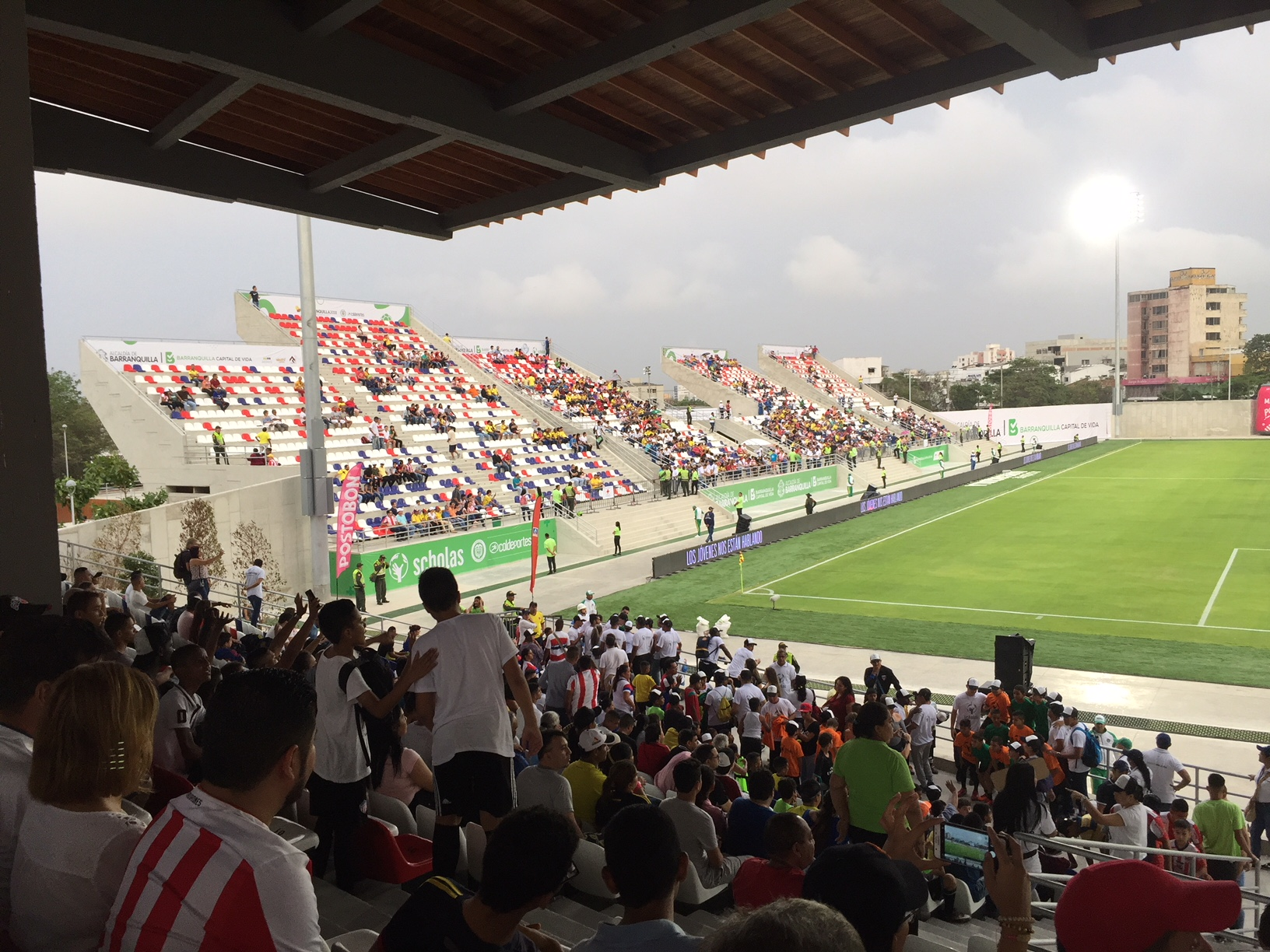
Die Osttribüne des modernisierten Stadions